# Episodi di Star Trek: Voyager (seconda stagione)
La seconda stagione della serie televisiva Star Trek: Voyager è stata trasmessa negli Stati Uniti da UPN dal 28 agosto 1995 al 20 maggio 1996.
I quattro episodi Una nuova Terra, Proiezioni, Fertilità e Torsione spaziale sono stati prodotti con la prima stagione, ma mandati in onda durante questa.
La stagione ha vinto un Emmy Award nelle categoria Outstanding Makeup for a Series (per l'episodio Oltre il limite); è stato candidato anche l'episodio Visioni mentali, 
| nº | Titolo originale      | Titolo italiano             | Prima TV USA      | Prima TV Italia   |
| -- | --------------------- | --------------------------- | ----------------- | ----------------- |
| 1  | The 37's              | Una nuova Terra             | 28 agosto 1995    | 30 ottobre 1998   |
| 2  | Initiations           | Iniziazioni                 | 4 settembre 1995  | 1º luglio 1999    |
| 3  | Projections           | Proiezioni                  | 11 settembre 1995 | 27 ottobre 1998   |
| 4  | Elogium               | Fertilità                   | 18 settembre 1995 | 28 ottobre 1998   |
| 5  | Non Sequitur          | Non sequitur                | 25 settembre 1995 | 1º luglio 1999    |
| 6  | Twisted               | Torsione spaziale           | 2 ottobre 1995    | 29 ottobre 1998   |
| 7  | Parturition           | Genitori per caso           | 9 ottobre 1995    | 15 luglio 1999    |
| 8  | Persistence of Vision | Visioni mentali             | 30 ottobre 1995   | 15 luglio 1999    |
| 9  | Tattoo                | Gli spiriti del cielo       | 6 novembre 1995   | 22 luglio 1999    |
| 10 | Cold Fire             | Il potere della mente       | 13 novembre 1995  | 22 luglio 1999    |
| 11 | Maneuvers             | Intrighi                    | 20 novembre 1995  | 29 luglio 1999    |
| 12 | Resistance            | Resistenza                  | 27 novembre 1995  | 29 luglio 1999    |
| 13 | Prototype             | Prototipo                   | 15 gennaio 1996   | 5 agosto 1999     |
| 14 | Alliances             | Alleanze                    | 22 gennaio 1996   | 5 agosto 1999     |
| 15 | Threshold             | Oltre il limite             | 29 gennaio 1996   | 12 agosto 1999    |
| 16 | Meld                  | Fusione mentale             | 5 febbraio 1996   | 12 agosto 1999    |
| 17 | Dreadnought           | Arma letale                 | 12 febbraio 1996  | 19 agosto 1999    |
| 18 | Death Wish            | Diritto di morte            | 19 febbraio 1996  | 19 agosto 1999    |
| 19 | Lifesigns             | Bellezza virtuale           | 26 febbraio 1996  | 26 agosto 1999    |
| 20 | Investigations        | Il commissario Neelix       | 13 marzo 1996     | 26 agosto 1999    |
| 21 | Deadlock              | L'altra Voyager             | 18 marzo 1996     | 2 settembre 1999  |
| 22 | Innocence             | Il ciclo della vita         | 8 aprile 1996     | 2 settembre 1999  |
| 23 | The Thaw              | Il volto del terrore        | 29 aprile 1996    | 9 settembre 1999  |
| 24 | Tuvix                 | Tuvix                       | 6 maggio 1996     | 9 settembre 1999  |
| 25 | Resolutions           | Quarantena                  | 13 maggio 1996    | 16 settembre 1999 |
| 26 | Basics: Part 1        | Sopravvivenza (prima parte) | 20 maggio 1996    | 16 settembre 1999 |

## Una nuova Terra
- Titolo originale: The 37's
- Diretto da: James L. Conway
- Scritto da: Jeri Taylor e Brannon Braga

### Trama
La Voyager trova un vecchio pick-up della Ford del 1937 fluttuante nello spazio. Paris, appassionato di veicoli antichi, lo rimette in funzione e capta attraverso la radio del veicolo un SOS. Seguendolo, la Voyager arriva a un pianeta dove scopre un'astronave aliena all'interno della quale vi sono degli umani ibernati, tutti scomparsi nel 1937, tra cui la celebre Amelia Earhart e il suo copilota Fred Noonan. Dopo averli risvegliati, la Voyager  scopre che sul pianeta è presente anche una florida comunità umana: dai racconti di questi umani, scoprono che essi discendono da terrestri rapiti da una razza aliena e usati da loro come schiavi; in seguito a una ribellione, hanno cacciato i loro carcerieri e da allora hanno imparato a cavarsela da soli, creando una comunità e delle città umane, evolvendosi in una cultura nuova, ma simile a quella terrestre. Gli esponenti di tale comunità invitano i membri della Voyager a rimanere. Janeway lascia al suo equipaggio la libertà di decidere: restare su questa nuova Terra o cercare di tornare, e al contempo propone agli ibernati, a chi lo vuole, di tornare con loro per vedere forse un giorno la Terra del XXIV secolo. I membri della Voyager decideranno all'unanimità di ripartire, gli ibernati di rimanere.
- Altri interpreti: Sharon Lawrence (Amelia Earhart), David Graf (Fred Noonan), John Rubinstein (John Evansville), Brenda Jean (Karyn Berlin), Mel Winkler (Jack Hayes), James Saito (Nogami)
- L'episodio era stato prodotto nella prima stagione, ma è andato in onda nella seconda.

## Iniziazioni
- Titolo originale: Initiations
- Diretto da: Winrich Kolbe
- Scritto da: Kenneth Biller

### Trama
Da solo su una navetta per celebrare un rito in memoria del defunto padre, Chakotay viene attaccato da una nave kazon: Chakotay distrugge il vascello nemico ma riesce a mettere in salvo il giovane pilota, Kar, che è poco più di un ragazzino. Dopo essere stato catturato dai Kazon, Chakotay apprende che Kar, fallendo la missione di ucciderlo, non potrà più avere un nome e dovrà per questo essere ucciso; i due riescono a fuggire e a rifugiarsi su un pianeta. Raggiunti contemporaneamente da una squadra di Kazon e da una della Voyager, Kar uccide il Primo Maje (una sorta di capo clan e comandante), permettendo ad Haliz di prendere il suo posto; guadagnerà inoltre il suo nome come membro a tutti gli effetti del clan Ogla.
- Altri interpreti: Aron Eisenberg (Kar), Patrick Kilpatrick (Jal Razik), Tim De Zarn (Jal Haliz)

## Proiezioni
- Titolo originale: Projections
- Diretto da: Jonathan Frakes
- Scritto da: Brannon Braga

### Trama
Lo status di allarme rosso attiva automaticamente il Medico Olografico che viene a sapere che la Voyager ha subito un massiccio attacco da parte dei Kazon, in seguito al quale tutto l'equipaggio ha abbandonato la nave. In seguito, il Dottore scopre che a bordo ci sono ancora dei membri dell'equipaggio e che i sensori interni della nave sono fuori uso a causa dell'attacco. Per far fronte all'emergenza, viene attivato un sistema di proiezione olografica remota per permettere al Dottore di uscire dall'infermeria e soccorrere i superstiti a bordo della nave. Dopo aver soccorso il capitano Janeway, Neelix e B'Elanna Torres, il Dottore riscontra delle stranezze: sanguina, prova dolore e il computer della nave sostiene che non esiste nessun Medico Olografico e che il Dottore è Lewis Zimmerman, e che tutti i membri dell'equipaggio sono dei programmi olografici. Compare anche l'ologramma del tenente Barclay che lo informa che si trova su un ponte ologrammi della stazione Jupiter, dove era in corso una simulazione e lo informa che c'è stato un guasto: delle radiazioni hanno invaso il ponte ologrammi e hanno modificato la memoria del dottor Zimmerman. Barclay dice al Dottore che sta vivendo una simulazione creata dal dottore stesso per studiare il comportamento di un equipaggio misto Flotta-Maquis in condizioni di isolamento; per porre fine alla simulazione, creata per durare intere settimane, è necessario che lui distrugga il motore a curvatura della nave. Mentre sta per sparare al motore, appare Chakotay che tenta di dissuaderlo: gli spiega che il Dottore stava partecipando a un oloromanzo per svagarsi, quando si è verificato un guasto, creando un anello di feedback tra la simulazione e il programma del Dottore. Distruggendo il programma, distruggerà se stesso. Dopo varie difficoltà, l'equipaggio della Voyager riuscirà a trarlo in salvo.
- Guest star: Dwight Schultz (Reginald Barclay)
- L'episodio era stato prodotto nella prima stagione, ma è andato in onda nella seconda.

## Fertilità
- Titolo originale: Elogium
- Diretto da: Winrich Kolbe
- Scritto da: Jimmy Diggs e Steve J. Kay (soggetto); Kenneth Biller e Jeri Taylor (sceneggiatura)

### Trama
Neelix e Kes litigano perché il Talassiano è geloso delle attenzioni che Paris rivolge alla ragazza. La Voyager intanto incontra uno sciame di forme di vita che vive nello spazio. Queste si dirigono verso la nave, bloccandola e causando l'aumento dell'attività metabolica di Kes, la quale entra nell'unico periodo della sua vita in cui può procreare, anche se in anticipo sui tempi poiché lei ha solo 2 anni. Le si apre così il dilemma se avere un figlio o meno e se averlo con Neelix. La "pubertà" di Kes cesserà così com'è comparsa nel momento in cui la Voyager riuscirà a uscire dallo sciame. La puntata si conclude con la guardiamarina Wildman che informa il capitano Janeway di aver scoperto di essere incinta.
- Altri interpreti: Nancy Hower (Samantha Wildman)
- L'episodio era stato prodotto nella prima stagione, ma è andato in onda nella seconda.

## Non sequitur
- Titolo originale: Non sequitur
- Diretto da: David Livingston
- Scritto da: Brannon Braga

### Trama
Harry Kim si risveglia sulla Terra, a San Francisco, in procinto di sposarsi con Libby, la sua fidanzata. Scopre di essere in un presente alternativo in cui non è salpato con la Voyager, che è stata dichiarata scomparsa. In questa linea temporale Harry è un progettista di navette stellari, ma non ha alcun ricordo della sua nuova vita e del suo lavoro. Cercando negli archivi della Flotta, rintraccia Tom Paris a Marsiglia, che sarebbe dovuto partire anche lui con la Voyager, ma ha mancato l'incontro a causa di una rissa con un Ferengi e ora vive di espedienti. Kim viene arrestato perché nelle sue ricerche usa dei codici riservati, di cui è a conoscenza perché ufficiale della Voyager, ma che in questa realtà alternativa non dovrebbe conoscere; il fatto di essere stato visto con Paris, simpatizzante Maquis, si aggiunge alle accuse e viene così sottoposto a regime di sorveglianza. Cosimo, da cui compra il caffè tutte le mattine, si rivela essere in realtà un alieno che gli spiega che, a causa di un incidente, è finito in una piega temporale inversa della matrice spazio tempo. L'alieno gli spiega che lì ha bella vita, ma Kim vuole cercare di tornare indietro, anche se il risultato del suo tentativo ha un alto fattore di non riuscita. Sarà Paris ad aiutarlo a rubare il prototipo della navetta di Harry e a farlo scappare verso la zona di flusso temporale dalla quale Harry riesce a tornare al "suo" presente.
- Altri interpreti: Louis Giambalvo (Cosimo), Jennifer Gatti (Libby), Jack Shearer (ammiraglio Strickler), Mark Kiley (tenente Lasca)

## Torsione spaziale
- Titolo originale: Twisted
- Diretto da: Kim Friedman
- Scritto da: Arnold Rudnick e Rich Hosek (soggetto); Kenneth Biller (sceneggiatura)

### Trama
La Voyager incontra un'anomalia spaziale che distorce gradualmente lo scafo, disabilitandone le funzionalità. I vari ponti sembrano in posizione diversa rispetto al loro solito; Janeway, Torres, Chakotey e Paris si trovano sul ponte ologrammi per festeggiare il compleanno di Kes, festa che devono abbandonare a causa dell'emergenza, ma ognuno di loro non riesce a raggiungere la propria destinazione perché continuano a perdersi. Tutti i loro tentativi di raggiungere la plancia o la sala macchine li portano sempre al ponte ologrammi. Kim e Janeway cercano di arrivare in plancia attraverso un tubo di Jeffreys, ma il capitano entra in contatto con la distorsione e rimane gravemente ferita. Qualsiasi cosa facciano i membri dell'equipaggio, sembra solo peggiorare la situazione. Ormai sono tutti imprigionati sul ponte ologrammi e la distorsione sta arrivando a inglobare anche quell'ambiente; Tuvok suggerisce di smettere di tentare di fermare il fenomeno e di abbandonarsi a esso, visto che non possono contrastarlo. Si scopre che ha ragione: l'anomalia li attraversa e li lascia incolumi. Janeway si sveglia e informa gli altri che l'anomalia stava cercando di comunicare con loro, tesi confermata da Torres: 20 milioni di gigabyte sono stati scaricati nella memoria del computer e tutto il loro database risulta essere stato copiato.
- Altri interpreti:Judy Geeson (Sandrine), Larry A. Hankin (Gaunt Gary), Tom Virtue (Walter Baxter)
- L'episodio era stato prodotto nella prima stagione, ma è andato in onda nella seconda.

## Genitori per caso
- Titolo originale: Parturition
- Diretto da: Jonathan Frakes
- Scritto da: Tom Szollosi

### Trama
Dopo esser venuti alle mani a causa di Kes, Neelix e Tom Paris sono inviati a prelevare dei rifornimenti su un pianeta disabitato; il pianeta ha un'atmosfera che risulta essere urticante per Umani e Talassiani, ma non si può fare altrimenti perché la Voyager ha bisogno di cibo. Rimasti bloccati sul pianeta, si rifugiano in una grotta e ne sigillano l'apertura per ridurre gli effetti dell'aria sulla loro pelle. Lì trovano delle uova, una delle quali si schiude: la creatura simile a un rettile che ne esce rischia di morire a causa della mancanza di cibo, che si trova proprio nell'aria che loro hanno impedito di entrare nella grotta. Nel frattempo, la Voyager viene attaccata da una nave aliena che le impedisce di soccorrere i due. Gli alieni, anche loro somiglianti a dei rettili, cercano di difendere il pianeta dagli intrusi perché lo usano per deporre le loro uova. Tom e Neelix capiscono, prima che sia troppo tardi, che il cucciolo ha bisogno proprio del nutriente presente nell'atmosfera e lo sfamano prima che muoia; rischieranno la vita per aspettare la madre ed accertarsi che non rifiuterà la covata a causa della loro intrusione. Una volta visto che la femmina si porta via il suo cucciolo, rientreranno sulla Voyager e, con sconcerto di Kes, superano le loro divergenze e diventano amici.

## Visioni mentali
- Titolo originale: Persistence of Vision
- Diretto da: James L. Conway
- Scritto da: Jeri Taylor

### Trama
Il capitano Janeway, su ordine del Dottore, si dedica a un oloromanzo per cercare di rilassarsi. Dopo il primo contatto con la specie dei Bothani, il capitano comincia ad avere allucinazioni riguardanti i personaggi del suo oloromanzo e su Mark, il suo fidanzato rimasto sulla Terra. Durante una visita in infermeria, anche Kes condivide con Janeway la stessa allucinazione, cosa che esclude una malattia mentale del capitano. I Bothani successivamente attaccano la nave, disattivandone gli scudi, e l'intero equipaggio inizia ad avere allucinazioni riguardanti i familiari rimasti a casa. In seguito cadono tutti in uno stato catatonico a parte Kes e il Dottore. Sarà Kes, che ultimamente ha allenato e sviluppato le sue capacità mentali, a contrastare e sconfiggere la prigionia mentale degli alieni e liberare la Voyager. Catturano l'alieno che li stava soggiogando: Janeway lo affronta chiedendogli il perché delle sue azioni; egli risponde che lo fa perché può e riconosce, stupito, la potenza mentale di Kes. Dopodiché scompare, visto che egli stesso era una proiezione mentale, lasciando i membri della Voyager con più domande che risposte, anche perché molti di loro si sono ritrovati davanti a dei segreti sepolti e nascosti nelle loro menti che non si erano mai resi conto di avere.
- Altri interpreti: Michael Cumpsty (Lord Burleigh), Carolyn Seymour (Mrs. Templeton), Stan Ivar (Mark Hobbes Johnson), Warren Munson (Owen Paris), Lindsey Haun (Beatrice Burleigh), Thomas Dekker (Henry Burleigh), Patrick Kerr (Bothano), Marva Hicks (T'Pel)
- L'episodio è stato candidato a un Emmy Award nella categoria miglior acconciatura in una serie, destinato a Karen Asano-Myers, Suzan Bagdadi, Laura Connolly e Barbara Kaye Minster.

## Gli spiriti del cielo
- Titolo originale: Tattoo
- Diretto da: Alexander Singer
- Scritto da: Larry Brody (soggetto); Michael Piller (sceneggiatura)

### Trama
Esplorando un pianeta, Chakotay scopre alcuni simboli rituali tipici della sua tribù: decide quindi di continuare l'esplorazione, durante la quale l'uomo rivive i ricordi di quando era quindicenne, in esplorazione col padre e insofferente ai rituali e alle credenze della sua gente. A causa di una tempesta, si ritrova isolato da Torres e Tuvok; entra successivamente in contatto con la specie aliena grazie al ricordo dei gesti compiuti dal padre per farsi accettare quando fece il medesimo incontro sulla Terra con alcuni membri di un'antica tribù. Gli alieni riconoscono in Chakotay un essere umano, discendente dei loro antenati: 45 000 anni prima gli alieni incontrarono sulla Terra dei primitivi, che li colpirono per il rispetto che avevano verso la natura e il creato, e infusero loro una scintilla di sapienza. Successivamente scoprirono che si erano diffusi sulla Terra spinti dalla curiosità, ma che furono sterminati da altri popoli dediti alla violenza. Pensando non ci fossero più discendenti degli antichi, gli alieni non tornarono più sulla Terra, ma Chakotay spiega loro che gli esseri umani si sono evoluti culturalmente, diventando più rispettosi e meno violenti. Nel frattempo, Kes rimprovera al Dottore di essere poco comprensivo verso i pazienti perché lui non ha mai sperimentato il dolore e la malattia; egli pertanto decide di modificare il suo programma in modo da provare i sintomi dell'influenza per 29 ore, in modo da provare cosa significhi essere malato e dimostrare ai suoi pazienti che si lamentano troppo per niente. Kes, per dargli una lezione, gli allungherà a sua insaputa la simulazione virale di due ore.
- Altri interpreti: Henry Darrow (Kolopak), Richard Fancy (Alieno), Douglas Spain (Chakotay, giovane), Nancy Hower (Samantha Wildman), Richard Chaves (Capo degli spiriti del cielo)

## Il potere della mente
- Titolo originale: Cold Fire
- Diretto da: Cliff Bole
- Scritto da: Anthony Williams (soggetto); Brannon Braga (sceneggiatura)

### Trama
Mentre Tuvok sta addestrando Kes all'uso delle sue capacità telepatiche, la Voyager scopre una stazione spaziale simile a quella del Custode, abitata da un gruppo di Ocampa. Questi si mostrano disponibili a chiamare Suspiria, la compagna del Custode, che ha la tecnologia per far tornare la Voyager al quadrante Alfa. Il capo degli Ocampa, Tanis, rivela a Kes di avere 14 anni, cosa insolita per un Ocampa, che vive non più di 9 anni; le spiega che Suspiria ha insegnato loro a usare le potenzialità della loro mente, da tempo sopite. Kes è affascinata da ciò che Tanis potrebbe insegnarle, ma al contempo ne è intimorita, anche perché percepisce in lui una sorta di ambiguità, e a ragione: Tanis infatti è agli ordini di Suspiria, che vuole per sé la Voyager: Suspiria infatti è infuriata con gli Umani perché li incolpa della morte del suo compagno; inoltre Tanis cerca di convincere Kes a rimanere con loro, e la inizia ad abilità telepatiche e telecinetiche che Kes non sa controllare e che la portano quasi a uccidere Tuvok. L'Ocampa cerca di portar via Kes con la forza e ferisce Neelix: ciò scatena l'ira telecinetica di Kes che aggredisce Tanis. Suspiria viene neutralizzata, ma Janeway le mostra clemenza e la lascia andare. La compagna del Custode scompare lasciando la Voyager nel quadrante Delta, anche se il capitano si ripromette di ritrovarla per convincerla a portali a casa. 
- Altri interpreti: Gary Graham (Tanis), Lindsay Ridgeway (Suspiria)

## Intrighi
- Titolo originale: Maneuvers
- Diretto da: David Livingston
- Scritto da: Kenneth Biller

### Trama
La Voyager capta da una boa dei segnali tipici della Federazione, ma scopriranno presto che è una trappola di alcuni Kazon, che abbordano la Voyager e rubano un modulo di controllo del teletrasporto (tecnologia sconosciuta ai Kazon), permettendo al loro leader Culluh di persuadere alcuni rivali a unirsi a loro per prendere possesso della nave federale. I membri della Voyager scoprono anche che i Kazon sono aiutati da Seska, che conosce codici e procedure della Flotta Stellare. Chakotay si sente in colpa per quello che sta combinando Seska, avendola fatta entrare nei Maquis e quindi introdotta alla Voyager. Per questo motivo, prende l'iniziativa per cercare di recuperare e distruggere da solo il modulo, ma viene catturato. Janeway, per quanto infuriata dalle azioni del suo secondo in comando, organizza una missione di salvataggio. Una volta tornato sull'astronave, Chakotay riceve un messaggio da Seska, in cui lo informa di aver prelevato a sua insaputa un suo campione di DNA con il quale si è fecondata: ora è incinta del figlio di Chakotay.
- Altri interpreti: Martha Hackett (Seska), Anthony De Longis (Culluh), Terry Lester (Haron), John Gegenhuber (Surat)

## Resistenza
- Titolo originale: Resistance
- Diretto da: Winrich Kolbe
- Scritto da: Michael Jan Friedman e Kevin J. Ryan (soggetto); Lisa Klink (sceneggiatura)

### Trama
In cerca di tellerio, Tuvok, Torres, Neelix e il capitano Janeway si teletrasportano in una città occupata dagli ostili Mokra. Sorpresi dalla presenza dell'equipaggio della Voyager, i soldati mokra catturano Tuvok e Torres; durante lo scontro, Neelix riesce a farsi teletrasportare via, mentre Janeway viene ferita e salvata da Caylem, un personaggio eccentrico che crede che lei sia la figlia perduta da tempo. Dopo aver passato varie disavventure, Janeway e Caylem riescono ad arrivare alla prigione, da dove nel frattempo Tuvok e Torres sono riusciti a evadere dalla loro cella. Le guardie li intercettano e Caylem rimane ferito a morte per potreggere il capitano Janeway: quest'ultima, commossa dal sacrificio dell'uomo, asseconda la sua pazzia fingendosi, negli ultimi istanti di vita del vecchio, sua figlia assicurandolo che lui e la mamma stanno bene.
- Guest star: Joel Grey (Caylem)
- Altri interpreti: Alan Scarfe (Augris), Tom Todoroff (Darod), Glenn Morshower (guardia Mokra)

## Prototipo
- Titolo originale: Prototype
- Diretto da: Jonathan Frakes
- Scritto da: Nicholas Corea

### Trama
Dopo aver trovato un robot alla deriva nello spazio, l'equipaggio della Voyager lo porta a bordo, e B'Elanna Torres si appassiona al progetto di rimetterlo in funzione, riuscendoci. Il robot è un essere senziente e spiega a B'Elanna che lui e pochi altri esemplari sopravvissuti sono stati assemblati secoli prima dai "Costruttori" e chiede a B'Elanna di costruire altri robot simili a lui. Torres chiede a Janeway il permesso di insegnare ai robot come costruire altri esemplari, ma il capitano glielo vieta perché interferirebbero con la loro naturale evoluzione e ciò sarebbe una violazione della Prima direttiva. Mentre sta per essere teletrasportato a bordo di una nave guidata da altri androidi uguali a lui, rapisce Torres e la ricatta: distruggerà la Voyager, che sta avendo la peggio nello scontro a fuoco, se non costruirà un prototipo. B'Elanna si mette al lavoro, sia per salvare i suoi compagni, sia per curiosità scientifica; dopo molti tentativi, riesce nel suo intento, ma B'Elanna scopre che i "Costruttori" sono stati sterminati proprio dagli androidi: erano stati costruiti da due popoli differenti in guerra tra loro proprio per combattere; quando le due fazioni stabilirono una tregua, cercarono di disattivare i robot ed essi si ribellarono, uccidendo i loro creatori. Torres distrugge il prototipo tanto faticosamente costruito, poco prima di essere teletrasportata via dalla Voyager.
- Altri interpreti: Rick Worthy (3947, Cravic 122), Hugh Hodgin (6263, Prototipo)

## Alleanze
- Titolo originale: Alliances
- Diretto da: Les Landau
- Scritto da: Jeri Taylor

### Trama
A causa dei ripetuti attacchi dei Kazon, che hanno causato anche delle perdite, il capitano Janeway decide di cercare un accordo con i nemici, convocando una conferenza di pace tra le varie sette Kazon. Inizialmente cercano un'alleanza con i Nistrim, tramite Seska, ma la cocciutaggine di Culluh fa naufragare ogni accordo. Neelix, sceso su un pianeta per cercare udienza presso un Maje di un'altra setta, viene imprigionato con altre persone, esponenti del popolo Trabe, nemico dei Kazon e perseguitati da questi ultimi. Dopo essersi liberati, il capitano pensa di poter stringere un'alleanza proprio con i Trabe, e con loro di proporre una tregua ai Kazon convocando un negoziato di pace con tutti i Maje. Janeway viene a sapere che sulla Voyager c'è una spia che sta passando notizie riservate, si pensa, ai Kazon. In realtà sono i Trabe, che hanno accettato di organizzare la tavola rotonda solo per poter assassinare in un colpo tutti i Maje; Janeway liquida i nuovi alleati e la Voyager riprende il proprio viaggio da sola.
- Altri interpreti: Charles O. Lucia (Mabus), Anthony De Longis (Culluh), Martha Hackett (Seska), Raphael Sbarge (Michael Jonas), Larry Cedar (Tersa), John Gegenhuber (Surat), Simon Billig (Hogan)

## Oltre il limite
- Titolo originale: Threshold
- Diretto da: Alexander Singer
- Scritto da: Michael De Luca (soggetto); Brannon Braga (sceneggiatura)

### Trama
Grazie al ritrovamento di un nuovo materiale, Harry Kim, B'Elanna Torres e Tom Paris riescono a modificare una navetta in modo che viaggi a una velocità di transcurvatura, cioè oltre curvatura 10: la velocità di transcurvatura permetterebbe di occupare ogni punto dello spazio in ogni istante e ciò significherebbe per la Voyager tornare a casa in un batter d'occhio. Dopo un primo viaggio di prova, rivelatosi un completo successo, Tom Paris inizia a star male per poi morire, ma alcune ore dopo si risveglia, e il suo corpo comincia a subire delle strane mutazioni, evolvendolo in uno strano e ostile organismo. Paris rapisce Janeway e la porta via con la navetta a transcurvatura, condannando anche lei alla mutazione genetica che sta subendo anche lui. La Voyager dopo tre giorni riesce a ritrovare la navetta; intanto il Dottore scopre che le mutazioni genetiche sono compatibili con l'evoluzione naturale della specie umana, evoluzione stimolata dalla velocità a trancurvatura. Ritrovati i due, che si sono trasformati in una specie aliena, vengono riportati sulla Voyager e il loro DNA viene ripristinato dal medico di bordo. Intanto il guardiamarina Jonas continua la sua attività di spia per Seska e Culluh, passando loro informazioni su quanto sta succedendo sulla Voyager.
- Altri interpreti: Raphael Sbarge (Michael Jonas)
- Vincitore nel 1996 dell'Emmy per il miglior make-up

## Fusione mentale
- Titolo originale: Meld
- Diretto da: Cliff Bole
- Scritto da: Michael Sussman (soggetto); Michael Piller (sceneggiatura)

### Trama
L'omicidio di un membro dell'equipaggio porta Tuvok ad investigare sul guardiamarina Suder, un Betazoide dell'ex equipaggio Maquis, il quale ammette di essere il colpevole dopo che il suo DNA viene trovato sul corpo della vittima. Tuvok vorrebbe che venisse applicata la pena di morte, ma Janeway rifiuta categoricamente. L'istinto vulcaniano di Tuvok gli impedisce di trovare un motivo logico per un simile crimine, visto che Suder afferma di aver ucciso il suo collega perché gli aveva rivolto un'occhiata che non gli piaceva, pertanto cerca di capire gli impulsi violenti di un criminale effettuando una fusione mentale con Suder, la quale tuttavia ha effetti deleteri su Tuvok: il Vulcaniano perde il suo autocontrollo e diventa violento, tanto che viene confinato in infermeria. Riesce però a fuggire e aggredisce Suder con una fusione mentale forzata nel tentativo di ucciderlo, ma perde conoscenza a causa della lotta interna alla sua coscienza, che si ribella all'omicidio. Riportato in infermeria, il Dottore dichiara che l'accadimento dà speranza circa il suo recupero, poiché l'autocontrollo non è del tutto sopito. Intanto Chakotay riprende Paris: quest'ultimo aveva organizzato una lotteria un po' truffaldina con cui privare gli altri membri dell'equipaggio delle razioni del replicatore.
- Guest star: Brad Dourif (Lon Suder)
- Altri interpreti: Angela Dohrmann (Ricky), Simon Billig (Hogan)

## Arma letale
- Titolo originale: Dreadnought
- Diretto da: LeVar Burton
- Scritto da: Gary Holland

### Trama
La Voyager intercetta un missile autoguidato di origine cardassiana con una testata incredibilmente distruttiva che si sta dirigendo verso un pianeta con milioni di abitanti. Torres riferisce di aver migliorato la programmazione del missile quando era una Maquis, per usarlo contro i Cardassiani in un assalto (non autorizzato da Chakotay) che era poi fallito; il missile scomparve nelle Badlands e tutti avevano pensato che fosse andato distrutto, invece era stato trasportato nel quadrante Delta come capitato a tutti gli altri. Torres, che si sente in colpa per l'esistenza del missile, viene quindi teletrasportata a bordo di esso per disattivarlo, ma il computer del missile si accorge del tentativo di sabotaggio, bloccandola. Janeway cerca di avvertire il popolo minacciato dal missile, ricevendo in cambio scetticismo e diffidenza: i Kazon, per impedire che la Voyager stringa alleanze, hanno diffuso la voce che la nave della Federazione sia capitanata da una specie ostile e guerrafondaia. Janeway farà cambiar loro idea quando, pur di fermare il missile, non esiterà a mettersi sulla rotta di collisione dell'arma a costo di sacrificare se stessa, la nave e il rientro sulla Terra dell'equipaggio; B'Elanna però riuscirà ad avere ragione del computer di navigazione del missile e a fermarlo. Intanto l'insofferenza di Paris nei confronti delle regole della Federazione cresce, e si manifesta con comportamenti sempre più sopra le righe. Continua anche l'attività di spionaggio di Jonas a favore dei Kazon.
- Altri interpreti: Raphael Sbarge (Michael Jonas), Nancy Hower (Samantha Wildman), Michael Spound (Lorrum), Dan Kern (Kellan)

## Diritto di morte
- Titolo originale: Death Wish
- Diretto da: James L. Conway
- Scritto da: Shawn Piller (soggetto); Michael Piller (sceneggiatura)

### Trama
La Voyager libera inavvertitamente un Q ribelle, che era stato imprigionato all'interno di una cometa perché reo di voler rinunciare alla sua immortalità. Egli chiede asilo a bordo dell'astronave, ma poco dopo appare il Q conoscente di Jean-Luc Picard, spiegando che il Q prigioniero era stato rinchiuso per comportamento sovversivo; il capitano Janeway convoca quindi una sorta di corte marziale per stabilire se concedere asilo a Q (nel qual caso egli si suiciderebbe) o se riconsegnarlo al Q-continuum. Il Q ex prigioniero, difeso da Tuvok, spiega che desidera morire non solo per se stesso perché ha già provato e visto tutto, ma anche per la sua gente, diventata apatica e priva di ogni stimolo. Dopo attenta riflessione e nonostante i ricatti dell'altro Q di riportare la Voyager sulla Terra in cambio di un verdetto favorevole al Q-continuum, il capitano accetta di dare asilo a Q, che diventa un mortale e membro dell'equipaggio col nome di Quinn. Janeway lo esorta a non uccidersi, ora che ha davanti a sé una nuova vita come mortale, ma egli si avvelena con l'aiuto dell'altro Q, che comprende la validità del suo pensiero e si ripromette di portare avanti la sua battaglia per rinnovare il Q-continuum.
- Guest star: Jonathan Frakes (William T. Riker), John de Lancie (Q)
- Altri interpreti: Gerrit Graham (Quinn), Peter Dennis (Isaac Newton), Maury Ginsberg (Maury Ginsberg)

## Bellezza virtuale
- Titolo originale: Lifesigns
- Diretto da: Cliff Bole
- Scritto da: Kenneth Biller

### Trama
La Voyager soccorre una Vidiiana in stato avanzato di fagia; il Dottore riesce a creare una simulazione olografica della donna, scoprendo che è un'ematologa di nome Denara Pel e che è sul punto di trovare una cura per la malattia. Il Dottore passa molto tempo insieme a lei, che per la prima volta dall'età di sette anni sta bene e ha un aspetto sano, senza la deturpazione della malattia. Mentre lei cerca di perfezionare la cura insieme al Dottore, lui si innamora di lei. Il Dottore cerca di curare il corpo di Denara, ma la situazione peggiora all'improvviso; si scopre che Denara ha intenzionalmente avvelenato il suo corpo perché non vuole tornare a essere deturpata e malata, e che preferirebbe vivere anche per poco purché in salute e di bell'aspetto. Intanto Paris ha sempre di più comportamenti al limite dell'insubordinazione e arriva a litigare con Chakotay; Jonas, che assiste all'alterco, riferisce subito ai Kazon dei dissapori a bordo e riceve la richiesta di creare un piccolo guasto all'astronave.
- Altri interpreti: Susan Diol (Denara Pel), Raphael Sbarge (Michael Jonas), Martha Hackett (Seska), Michael Spound (Lorrum)

## Il commissario Neelix
- Titolo originale: Investigations
- Diretto da: Les Landau
- Scritto da: Jeff Schnaufer e Ed Bond (soggetto); Jeri Taylor (sceneggiatura)

### Trama
Tom Paris, dopo essere stato sospeso dal servizio per indisciplina, lascia la Voyager e si trasferisce a bordo di un cargo talassiano, da dove viene presto rapito dai Kazon, in cerca di informazioni segrete sulla nave. Nel frattempo Neelix, autoproclamatosi giornalista, sospetta che a bordo sia presente un traditore e inizia a indagare, trovando prove dell'invio di messaggi non autorizzati, messaggi inviati proprio da Paris. Mentre la Voyager fa i conti con la defezione di Tom, il motore ha una grave avaria che compromette la sicurezza della nave e Torres è costretta a scaricare il plasma per non far esplodere il nucleo. Tuvok ha le prove dell'innocenza di Tom, e Janeway rivela a Chakotay e a Neelix che tutto fa parte di un piano escogitato da settimane per stanare la spia che si trova a bordo: Paris aveva fatto apposta a comportarsi in modo scorretto durante il servizio sulla nave in modo da rendere convincente la sua defezione e spingere così la spia a uscire allo scoperto. Intanto Paris dalla sua prigione riesce a scoprire che il traditore è Jonas e fugge con una navetta. Raggiunta la Voyager, rivela che la spia è Jonas, che viene bloccato nel suo tentativo di fuga da Neelix.
- Altri interpreti: Raphael Sbarge (Michael Jonas), Martha Hackett (Seska), Jerry Sroka (Laxeth), Simon Billig (Hogan)
- Il re Abd Allah II di Giordania (allora principe) appare brevemente come ufficiale, senza esserne accreditato nei titoli di testa.

## L'altra Voyager
- Titolo originale: Deadlock
- Diretto da: David Livingston
- Scritto da: Brannon Braga

### Trama
La guardiamarina Wildman entra in travaglio e partorisce durante un'emergenza: infatti, attraversando il territorio vidiiano, la Voyager incontra una turbolenza subspaziale che causa molti danni. Il calo di energia compromette il supporto vitale della neonata, che muore. Muore anche Harry Kim, mentre sta cercando di riparare un danno all'astronave insieme a B'Elanna mentre Kes, che stava cercando di raggiungerli, scompare nel nulla davanti agli occhi di Torres. La plancia è compromessa e gli ufficiali al comando abbandonano le postazioni. In una Voyager intatta, Janeway ha la visione di se stessa che abbandona il ponte di comando. Investigando, l'equipaggio scopre che la turbolenza è causata da un duplicato della nave, che tuttavia è intatta. La Janeway di quest'ultima riesce a contattare l'altro capitano e studiano un modo per riunire le due Voyager. Il primo tentativo è un fallimento e tutto si complica quando i Vidiiani attaccano la Voyager intatta: gli alieni iniziano a uccidere i membri dell'equipaggio per prendere i loro organi. Le due Janeway giungono alla conclusione che l'unico modo per riunire le due Voyager sia quella di distruggerne una, e la scelta ricade su quella abbordata dai Vidiiani, seppur messa meglio; prima di avviare la sequenza di autodistruzione però, il capitano Janeway rimanda Kes sulla "sua" nave, ma manda anche Harry con la figlia del guardiamarina Wildman. L'esplosione si porterà via una Voyager, ma anche la nave vidiiana.
- Altri interpreti: Nancy Hower (Samantha Wildman), Simon Billig (Hogan), Bob Clendenin (chirurgo vidiiano), Ray Proscia (comandante vidiiano)

## Il ciclo della vita
- Titolo originale: Innocence
- Diretto da: James L. Conway
- Scritto da: Anthony Williams (soggetto); Lisa Klink (sceneggiatura)

### Trama
Durante dei negoziati con i Drayani, una specie molto chiusa con l'esterno, Tuvok precipita con una navetta su una luna considerata dai Drayani sacra, e qui vi trova alcuni bambini spaventati da un mostro che, secondo loro, li sta portando via uno per uno. La Voyager cerca di recuperare Tuvok, che sviluppa un senso di protezione nei confronti dei bambini. Nonostante i Drayani abbiano un atteggiamento ostile nei confronti dell'intromissione di Janeway, alla fine si incontrano sulla luna, dove il priore dei Drayani spiega loro un fatto sorprendente: il loro ciclo di vita è inverso a quello degli umani e gli anziani, negli ultimi istanti di vita, raggiungono uno stato di innocenza e ritornano ad avere l'aspetto di bambini, senza ricordare nulla della loro vita. Tuvok resterà sulla luna per accompagnare verso la morte Tressa, l'ultima bambina rimasta e a cui si è affezionato.
- Altri interpreti: Marnie McPhail (Alcia), Tiffany Taubman (Tressa), Sarah Rayne (Elani), Tahj D. Mowry (Corin)

## Il volto del terrore
- Titolo originale: The Thaw
- Diretto da: Marvin V. Rush
- Scritto da: Richard Gadas (soggetto); Joe Menosky (sceneggiatura)

### Trama
La Voyager trasporta a bordo delle capsule di ibernazione dei Kohl, un popolo che si era ibernato per sopravvivere a una catastrofe ambientale. Lì dentro scoprono degli umanoidi in una profonda stasi, collegati a un computer; Kim e Torres si collegano ad esso, scoprendo una realtà virtuale simile ad un circo, dove i Kohl sono tenuti in ostaggio, terrorizzati, da un clown, che minaccia di decapitare loro e i due membri dell'equipaggio, causando così la loro morte anche nel mondo reale. Il pagliaccio e gli altri membri del circo non vogliono che i Kohl si sveglino: sono stati creati proprio da loro per vincere le loro paure, ma ora questi personaggi virtuali non desiderano morire. Il Dottore viene quindi inviato per negoziare la vita degli ostaggi: il clown non può assoggettare il Dottore perché egli, essendo un ologramma, non ha una psiche influenzabile. Il Dottore negozia, facendolo accettare al clown, il rilascio di tutti gli ostaggi in cambio del solo capitano Janeway; all'arrivo del capitano tutti vengono rilasciati, ma Janeway ha un asso nella manica: sa che il sistema ci metterà alcuni minuti prima di poter leggere nella mente della nuova arrivata e lei sfrutta questo intervallo di tempo per rivelare al pagliaccio che in realtà sente la sua mente perché l'attività mentale di Janeway è nel sistema, ma non è in stasi. Lui la vede perché altro non è che una proiezione olografica, ma in realtà è in salvo sulla Voyager.
- Guest star: Michael McKean (il Clown)
- Altri interpreti: Thomas Kopache (Viorsa), Carel Struycken (lo spettro), Patty Maloney (piccola donna), Tony Carlin (fisico Kohl), Shannon O'Hurley (programmatore Kohl)

## Tuvix
- Titolo originale: Tuvix
- Diretto da: Cliff Bole
- Scritto da: Andrew Shepard Price e Mark Gaberman (soggetto); Kenneth Biller (sceneggiatura)

### Trama
A causa di un incidente nel teletrasporto, Tuvok e Neelix si trovano fusi in un unico essere, che prende il nome temporaneo di Tuvix. Il Dottore ipotizza che sia stata una molecola particolare contenuta in un'orchidea che stavano raccogliendo a creare il disguido. Mentre il Dottore e Kim cercano un modo per separarli, Tuvix si integra nell'equipaggio e Kes cerca di scendere a patti con quello che è successo a Neelix. Quando dopo alcune settimane viene trovata una soluzione, si pone un problema: Tuvix si oppone alla separazione perché non vuole morire. La decisione del capitano è difficile: riavere Neelix e Tuvok significa uccidere Tuvix; anche il Dottore non può eseguire il teletrasporto di separazione perché il suo programma gli impedisce di uccidere un essere vivente. Sarà Janeway a operare la separazione: Tuvok e Neelix sono felici di essere tornati quelli che erano e anche gli altri, in particolare Kes, sono contenti di riavere i loro amici e compagni, ma rimane l'amarezza di aver ucciso Tuvix.
- Altri interpreti: Tom Wright (Tuvix), Simon Billig (Hogan)

## Quarantena
- Titolo originale: Resolutions
- Diretto da: Alexander Singer
- Scritto da: Jeri Taylor

### Trama
Durante l'esplorazione di un pianeta alieno, il capitano Janeway e Chakotay vengono punti da un insetto e infettati da un virus che il Dottore non è in grado di curare. Dopo un mese di tentativi inutili, i due vengono quindi lasciati sul pianeta, mentre la Voyager riprende il viaggio sotto il comando di Tuvok. Il morale sull'astronave è basso, Janeway ha ordinato al nuovo capitano di non mettere a repentaglio la sicurezza di tutti contattando i Vidiiani; Tuvok segue alla lettera l'ordine tra il malcontento dell'equipaggio: Kim viene sospeso per una sua intemperanza (vorrebbe contattare una nave vidiiana di passaggio) e anche altri si stanno coalizzando per un ammutinamento. Kes convince Tuvok a contattare i Vidiiani, disobbedendo agli ordini di Janeway, e in particolare parlano con Denara Pel per cercare una cura, mentre Janeway e Chakotay, che stanno instaurando un rapporto sempre più stretto, individuano un primate che potrebbe avere gli anticorpi al virus. La Voyager arriva al rendez vous con gli alieni e viene attaccata pesantemente. Denara contatta il Dottore di nascosto e si scusa per l'attacco; con una manovra diversiva, la Voyager teletrasporta la cura a bordo e si dirige a recuperare Janeway e Chakotay che, ripresa l'uniforme della Flotta, devono cercare di dimenticare l'intimità che avevano raggiunto.
- Altri interpreti: Susan Diol (Denara Pel), Simon Billig (Hogan), Bahni Turpin (Swinn)

## Sopravvivenza(prima parte)
- Titolo originale: Basics: Part 1
- Diretto da: Winrich Kolbe
- Scritto da: Michael Piller

### Trama
La Voyager riceve una chiamata di soccorso da parte di Seska, la quale afferma di essere in pericolo: il figlio di Chakotay è nato e Culluh è furioso perché il bambino non è suo. Dopo aver accolto a bordo Tierna, un Kazon che dice di essere sfuggito alla morte, la nave entra quindi nello spazio Kazon, dove viene ripetutamente attaccata. Durante uno di questi attacchi Tierna si fa esplodere, causando molti danni e permettendo ai Kazon di abbordare la nave e di conquistarla. Paris, su ordine di Janeway, prende una navetta e va in cerca di aiuto presso i Talassiani. Si scopre che Seska non è affatto in pericolo e il tutto era una trappola per impossessarsi della nave e della sua tecnologia. Dopo di che i Kazon abbandonano l'equipaggio su un pianeta deserto e geologicamente attivo. L'unico che è sfuggito dall'essere sbarcato sembra essere il Dottore, che si è disattivato al momento del rastrellamento, ma qualcun altro è nascosto nei condotti di aerazione.
- Guest star: Brad Dourif (Lon Suder)
- Altri interpreti: Anthony De Longis (Culluh), John Gegenhuber (Tierna), Martha Hackett (Seska), Henry Darrow (Kolopak)
- La seconda parte di questo episodio appartiene alla terza stagione.